# Herzhausen (Netphen)
Herzhausen ist ein Stadtteil von Netphen im Kreis Siegen-Wittgenstein in Nordrhein-Westfalen mit 587 Einwohnern (30. Juni 2022).

## Geographie
Herzhausen ist noch heute geprägt von der Land- und Forstwirtschaft sowie gelebten uralten Siegerländer Traditionen wie dem Hauberg oder dem Martinsfeuer. Der Ort hat eine Fläche von 5,3 km² und liegt auf einer Höhe zwischen 310 und 350 m. Berge in der Umgebung sind zum Beispiel der Mannsberg mit 469,5 m, der Stollberg mit 426,6 m oder der Hummersloh mit 494 m Höhe. Durch den Ort fließt der Dreisbach, in ihn münden drei Zuflüsse im Ortsgebiet.

### Nachbarorte
Nachbarorte von Herzhausen sind Allenbach im Norden, Ruckersfeld im Nordosten, Oechelhausen im Osten, Frohnhausen im Südosten, Oelgershausen im Süden, Eckmannshausen im Südwesten, Unglinghausen im Westen und Kredenbach im Nordwesten.

## Geschichte
Herzhausen wurde am 12. Juli 1290 erstmals urkundlich erwähnt als „Herrozhusen“.
Herzhausen war bis Ende 1968 eine eigenständige Gemeinde im Amt Netphen, wurde dann im Zuge der Gebietsreformen am 1. Januar 1969 ein Teil der neuen Großgemeinde Netphen. Seit 2000 ist der Ort ein Stadtteil.
Im Jahr 2005 wurde ein Bürgerverein gegründet.

### Einwohnerzahlen
Einwohnerzahlen des Ortes:
| Jahr | Einwohner |
| ---- | --------- |
| 1818 | 202       |
| 1885 | 292       |
| 1895 | 291       |
| 1905 | 304       |
| 1910 | 298       |
| 1925 | 302       |
| 1933 | 295       |

| Jahr | Einwohner |
| ---- | --------- |
| 1939 | 287       |
| 1950 | 374       |
| 1961 | 340       |
| 1967 | 343       |
| 1994 | 534       |
| 2005 | 613       |
| 2009 | 616       |

| Jahr | Einwohner |
| ---- | --------- |
| 2012 | 585       |
| 2013 | 579       |
| 2015 | 570       |
| 2017 | 585       |
| 2021 | 593       |
| 2022 | 587       |

## Verkehr
Herzhausen liegt an der Verbindungsstraße zwischen Dreis-Tiefenbach und Hilchenbach. Über Dreis-Tiefenbach ist der Ort an die Hüttentalstraße und somit an die A 45 angebunden. Der Busverkehr wird von der VWS übernommen.
Der nächste Bahnhof befindet sich in Dahlbruch.

## Soziale und öffentliche Einrichtungen
Soziale oder öffentliche Einrichtungen sind das Bürgerhaus und das Schützenhaus, eine Grillhütte, ein Bolzplatz, ein Kinderspielplatz, der AWO-Kindergarten, die Freiwillige Feuerwehr und ein Friedhof. Die Kapelle St. Anna gehört zur kath. Pfarrei St. Augustinus Keppel in Dahlbruch und dient auch den evangelischen Christen zur Gottesdienststätte.
In Herzhausen befindet sich auch die Kreisabfalldeponie. Die Einlagerung von Hausmüll wurde abgeschlossen und sie wird noch als Erddeponie genutzt. Der angelieferte sonstige Abfall wird für die Verbrennung vorsortiert und verladen.